# Cem Mil Filhos de São Luís
Cem Mil Filhos de São Luís ou Expedição de Espanha (em francês: Expédition d'Espagne) é a designação dada na historiografia ibérica à intervenção armada francesa em Espanha que, no ano de 1823, restaurou o absolutismo naquele país. A intervenção, feita a pedido do monarca espanhol Fernando VII no quadro da Santa Aliança, culminou na Batalha do Trocadero e na subsequente tomada de Cádis e fim do triénio liberal de Espanha. Foi encabeçado por Luís Antônio, Duque de Angoulême, filho de Carlos, Conde de Artois.  
Receberam o nome de Filhos de São Luís em homenagem ao rei São Luís IX da França, considerado pelos contemporâneos como o exemplo mais representativo dentre todos os monarcas franceses em oposição ao iluminismo e ao liberalismo e numa tentativa de os dissociar das forças invasoras de Napoleão Bonaparte durante a Guerra Peninsular. Curiosamente, a vitória final dessa campanha se deu na tomada do Forte de São Luís de Cádis, o último refúgio dos liberais.

## Contexto
A 7 de Abril de 1823, a França interveio militarmente em Espanha, a pedido do rei Fernando VII com o objectivo de apoiar aquele monarca contra os liberais e restabelecer o absolutismo. A intervenção armada foi feita ao abrigo dos acordos da Santa Aliança. 
O objectivo fundamental da intervenção francesa era pôr termo ao triénio liberal de Espanha, afastando os liberais do poder que haviam conquistado três anos antes. As forças espanholas leais ao governo liberal enfrentaram os franceses na Catalunha sob o comando de Francisco Espoz y Mina. Quando a esperada reacção popular não aconteceu, foram obrigadas a retirar. 
O exército francês ocupou então Madrid sem resistência e avançou para a Andaluzia em perseguição das forças liberais, as quais procuraram refúgio na cidade de Cádis, levando Fernando VII como refém.
Cádis foi cercada e bombardeada pelos franceses. A resistência foi forte e os franceses não puderam tomar a cidade. A situação dos assediados era desesperada, pois não chegavam reforços de parte alguma. O impasse foi quebrado com a realização de um pacto: Fernando VII saía em liberdade, mas prometia defender a liberdade alcançada pelos liberais espanhóis jurando a Constituição de Cádis; em troca, as forças liberais rendiam-se e entregavam o Forte de São Luís de Cádis, o seu último refúgio.
Tendo-se mancomunado com os franceses, obtida a rendição dos liberais, Fernando VII ao sair da cidade de imediato abjurou o pacto, uniu-se ao invasor e naquele mesmo dia, 1 de Outubro de 1823, decretou a abolição de todas as normas jurídicas aprovadas durante os três anos anteriores.
1. ↑  Beevor, Antony. The Spanish Civil War. p. 229. ISBN 0-911745-11-4